# Di coppia in coppia
Di coppia in coppia è una commedia drammatica statunitense del 1991 diretta da Arthur Hiller. Il film riunisce per la seconda volta nel cast Cybill Shepherd e Mary Stuart Masterson, che avevano già recitato in Uno strano caso nel ruolo di madre e figlia. 

## Trama
Tre coppie di coniugi cominciano a frequentarsi in occasione dell'organizzazione dello spettacolo teatrale annuale della scuola media privata frequentata dai figli di due di queste coppie. Iris è la rappresentante dei genitori, ha due figli maschi e condivide con il marito John un passato da hippy, i cui ideali sono da entrambi nostalgicamente rievocati. Nina è la giovane psicologa della scuola neo sposa dell'avvocato Chuck: i due si sono da poco trasferiti a New York. Claire è una donna d'affari un po' snob sposata in seconde nozze con l'impresario di giocattoli Leo, e non si sforza molto di andare d'accordo con la ribelle figlia di lui, Lucy. Nonostante all'inizio soprattutto le tre donne non sembrino avere nulla in comune, i sei amici si sosterranno reciprocamente nell'affrontare i problemi dell'educazione dei figli, le crisi coniugali e i guai giudiziari (Chuck, infatti, viene processato per truffa). Il film si conclude con la messa in scena dello spettacolo scolastico, i cui temi sono il pacifismo e la contestazione giovanile. 

## Colonna sonora
Nella scena finale i bambini della scuola intonano il brano The Circle Game di Joni Mitchell.